# Ottavio Alfieri
Ottavio Alfieri (22 febbraio 1947) è un cardiochirurgo italiano, Primario dell'Unità di Cardiochirurgia dell'Ospedale San Raffaele di Milano fino al 2017, oggi ivi consulente in qualità di Cardiochirurgo Senior e titolare della Cattedra di Cardiochirurgia dell'Università Vita-Salute San Raffaele di Milano. Dal 2018 è Presidente della Fondazione Alfieri per il Cuore (Alfieri Heart Foundation).

## Biografia
Si laurea in Medicina e chirurgia presso l'Università degli Studi di Parma nel 1971, consegue la Specializzazione in Chirurgia Cardiovascolare presso l'Università degli Studi di Bari nel 1979 e consegue la Specializzazione in Chirurgia Cardiopolmonare presso la Royal Netherlands Medical Association di Utrecht nel 1981. Dal 1971 al 1976 è Assistente medico presso gli Ospedali Riuniti di Bergamo. Dal 1976 al 1977 è Clinical Fellow presso il Children’s Hospital della University of New York di Buffalo. Dal 1977 al 1979 è Research Fellow presso la University of Alabama di Birmingham. Dal 1979 al 1980 è Chief resident dell'Unità di Chirurgia cardiotoracica presso il St. Antonius Hospital di Utrecht. Dal 1982 al 1986 è Visiting professor presso l'Università of Gdansk. Dal 1986 al 1996 è Primario dell'Unità di Cardiochirurgia presso gli Spedali Civili di Brescia e dell'Unità di Cardiochirurgia della Clinica Pinna Pintor di Torino. Dal 1987 al 1998 è Professore a contratto di Cardiochirurgia presso l'Università degli Studi di Brescia e presso l'Università Cattolica del Sacro Cuore di Roma. Dal 1990 al 1994 è Professore a contratto di Cardiochirurgia presso l'Università di Pisa. Dal 1997 al 1998 è Professore a contratto di Cardiochirurgia presso l'Università Campus Bio-Medico di Roma. Dal 1997 al 2017 è Primario dell'Unità di Cardiochirurgia presso l'Ospedale San Raffaele di Milano. Dal 2004 ad oggi è Professore presso l'Università Vita-Salute San Raffaele.
Nel 2011 salva un cinquantacinquenne con il cuore devastato da un infarto: ventricolo destro e sinistro sono praticamente "esplosi". In assenza di un donatore si provvede a espiantare quasi completamente l'organo per sostituirlo con una protesi meccanica.
Nel 2011 è Presidente della Società Europea di Chirurgia Cardio-Toracica (EACTS).
Nel 2014, con la sua unità è il primo a effettuare l'impianto di una valvola aortica senza la necessità di punti di sutura, ovvero "auto-ancorante".
Nel 2018, crea la "Fondazione Alfieri per il Cuore" (Alfieri Heart Foundation) con lo scopo di promuovere innovazione, ricerca e sviluppo nell'ambito cardiaco. Nel medesimo anno riceve la Medaglia d’Oro dalla Società Europea di Cardiologia per i suoi contributi in ambito cardiologico.

## Affiliazioni
- Società Italiana di Chirurgia Cardiaca (SICCH)
- European Association for Cardiothoracic Surgery (EACTS)
- American Association for Thoracic Surgery (AATS)
- Society of Thoracic Surgeons (STS)
- Presidente della European Association of Cardiothoracic Surgery (EACTS) negli anni 2010/2011
- Membro the Council of the European Association of Cardiothoracic Surgery (EACTS)
- Direttore della European School of Cardiothoracic Surgery
- Membro dell’examining panel per l’European Board in Cardiothoracic Surgery
- Membro dell’advisory board dell’European Journal of Cardiothoracic Surgery
- Membro dell’editorial board del Nature Clinical Practice Cardiovascular Medicine, del Journal of Cardiovascular Medicine, del Journal of Cardiovascular Surgery, del Critical Care Medicine
- Membro (ex Chairman) del Post-Graduate Education Committee dell’EACTS
- Membro dell’International Cooperation Committee dell’EACTS
- Chairman del Committee for Young Investigators Award (EACTS)
- Membro (ex Chairman) del gruppo di lavoro di Chirurgia Cardiovascolare dell’European Society of Cardiology (ESC)

## Curiosità
- Ha eseguito oltre diecimila interventi in 40 anni.[3]
- Ha una passione per l'arte e il periodo storico del Rinascimento.[3]
- Esiste una tecnica operatoria che porta il suo nome, introdotta nei primi anni Novanta, la cosiddetta "Alfieri stitch"[3]